# Стефан Гайдарски
Стефан Гайдарски е български революционер, деец на Македонския комитет.

## Биография
Стефан Гайдарски е роден в кулското село Цар Шишманово. Присъединява се към ВМОК и действа като санитар в четата на Борис Сарафов. Към 1930 година държи аптека в Горна Оряховица.